# Platzrunde

Die einzelnen Phasen (legs) einer Platzrunde

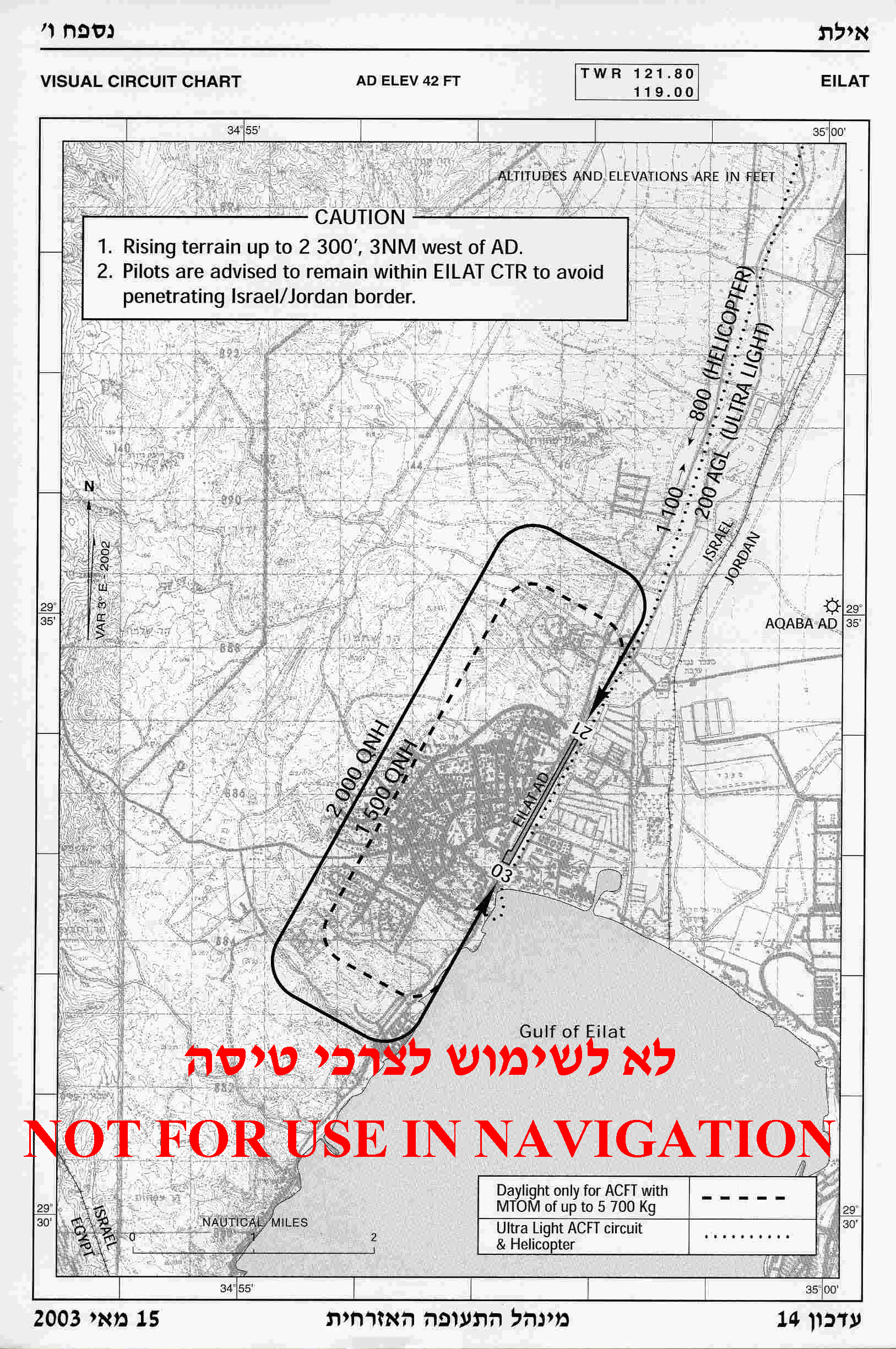
Sichtanflugblatt des früheren Flughafen Eilat mit eingezeichneter Platzrunde

Die Platzrunde (englisch traffic circuit, amerikanisches Englisch traffic pattern) ist ein vorgeschriebener Flugweg für Luftfahrzeuge, die in der Nähe eines Flugplatzes fliegen. Sie ist ein standardisiertes An- und Abflugverfahren, in der Regel für Flüge nach Sichtflugregeln (VFR). Sie dient z. B. der Einleitung eines sicheren Landeanfluges, aber auch dem Schutz lärmempfindlicher Gebiete rund um den Flugplatz. Für jeden Flugplatz gibt es VFR-Anflugkarten, auf denen der Flugweg sowie die Flughöhe in der Platzrunde eingezeichnet ist. Andernfalls gilt die Standard-Platzrunde nach ICAO (nebenstehende Skizze). Der Pilot darf von der Platzrunde nur dann abweichen, wenn es die sichere Führung des Flugzeuges verlangt (z. B. in Notfällen) oder es ihm von der zuständigen Bodenfunkstelle erlaubt wird, ansonsten begeht er gemäß LuftVG eine Ordnungswidrigkeit.  Hängegleiter und Gleitschirme fliegen anstatt der Platzrunde eine Landevolte.
Platzrunden werden nur bei unkontrollierten Flugplätzen festgelegt und veröffentlicht. Bei kontrollierten Plätzen leiten Fluglotsen der Flugverkehrskontrolle den Flugplatzverkehr.
Soweit nicht von der zuständigen Luftverkehrsbehörde abweichend festgelegt, werden Platzrunden in einem Abstand von ca. 1,5 km von der Landebahn und linksherum (entgegen dem Uhrzeigersinn) geflogen, damit der links sitzende Pilot die Landebahn während des gesamten Manövers im Auge behalten kann. Platzrunden werden normalerweise nach dem Start über den Querabflug oder den Gegenanflug verlassen und zur Landung über den Gegenanflug angeflogen.
Bei Standortmeldungen in der Platzrunde über Flugfunk sind die Angaben Funkrufzeichen und Standort zu machen.
Die Platzrunde besteht aus fünf Teilen.

## Abflug (englischdeparture)
Das Flugzeug startet in Startkonfiguration. Bei Flugzeugen mit Einziehfahrwerk wird ab dem Erreichen einer sicheren Steiggeschwindigkeit das Fahrwerk eingefahren. In etwa 150 m Höhe über Grund erfolgt das Einfahren der Landeklappen und die Landescheinwerfer werden wieder ausgeschaltet. Nach ungefähr 1,5 km dreht man in den Querabflug.
Segelflugzeuge, die an der Winde starten, werden nach dem Ausklinken des Windenseils in die Normalfluglage (Horizontalflug) gebracht.

## Querabflug (englischcrosswind)
Dieser heißt so, weil der weitere Abflug 90° quer zur Bahn erfolgt. Beim Motorflug steigt man auf die in der Anflugkarte vorgegebene Platzrundenhöhe. Der Querabflug wird etwa 1,5 km weit verfolgt. Dann dreht man in den Gegenanflug.

## Gegenanflug (englischdownwind)
Der Gegenanflug (Wind bestenfalls im Rücken) dient dem Übergang vom Sink- oder Reiseflug zur Landevorbereitung des Flugzeuges. Dazu wird (sofern nicht schon im vorherigen Sinkflug geschehen) bei Motorflugzeugen die Vergaservorwärmung eingeschaltet, um die Vergaservereisung zu verhindern. In Dieselflugzeugen oder Flugzeugen mit Einspritzmotoren braucht man das nicht zu tun. Im Gegenanflug wird die Geschwindigkeit so weit verringert, dass die Klappen gefahrlos stufenweise ausgefahren werden können. Dazu gibt es auf dem Fahrtmesser eine entsprechende Markierung (weißer Bogen).
Diese Auftriebserhöhung ist aber auch mit einer Erhöhung des induzierten Widerstandes verbunden. Der Pilot kann dies durch erhöhte Motorleistung ausgleichen oder ganz einfach als Bremswirkung nutzen.
Beim Segelflug ist dies anders. Segelflugpiloten überprüfen beim Startcheck, ob die Klappen eingefahren sind, da die Störklappen beim Segelflugzeug (umgangssprachlich oft falsch als Bremsklappen bezeichnet) lediglich dazu dienen, das Flugzeug sinken zu lassen. Vor dem Landeanflug wird die Fluggeschwindigkeit erhöht. Mit den Störklappen wird die Sinkrate gesteuert.
Mindestens fünf Minuten vor dem Einflug in die Platzrunde melden sich die Piloten anfliegender Flugzeuge über Funk beim Flugplatz an und fliegen normalerweise in den Gegenanflug der Platzrunde ein. Durch die Funkmeldung werden sowohl der Flugleiter des Landeplatzes als auch andere Piloten, die den Platz anfliegen, über die Position und die Absichten informiert. Im Allgemeinen wird der Gegenanflug parallel zur Landebahnausrichtung so lange geflogen, bis die Landebahnschwelle etwa 1,5 Kilometer im Rücken des Piloten (oder ca. 45° hinter dem Flugzeug) liegt. Diese Vorgehensart ist jedoch nur bei vergleichsweise langsamen Flugzeugen zu empfehlen. Piloten mit schnellerem Fluggerät starten querab des Aufsetzpunktes die Stoppuhr und fliegen im Gegenanflug weitere 30 Sekunden. Dies garantiert einen ausreichend langen Endanflug, der zur Geschwindigkeit des Flugzeuges passt. Vom Gegenanflug wird in den Queranflug eingekurvt.
Querab des Aufsetzpunktes im Gegenanflug befindet sich die Position (engl. low key). Im Segelflug sollen beim Verlassen der Position alle Landevorbereitungen abgeschlossen sein. Zudem wird zu diesem Zeitpunkt die Landeanmeldung abgesetzt.
In der Segelflugausbildung werden in der Schulung vom Gegenanflug ausgehend verschiedene Flugmanöver geübt. Vor der Landung wird wieder in den Gegenanflug eingeflogen und die Landung eingeleitet.

## Queranflug (englischbase)
Im Queranflug gilt es, Geschwindigkeit und Höhe abzubauen, indem man bei Motorflugzeugen das Gas zurücknimmt, bei Flugzeugen mit Einziehfahrwerk spätestens an diesem Punkt das Fahrwerk wieder ausfährt und nach Bedarf die Klappen weiter ausfährt. Hier wird von gewöhnlich 800 ft über Grund auf dem Gegenanflug auf 500 ft über Grund gesunken. Der Queranflug endet mit der letzten Kurve (engl. Final Turn, auch „vierte Kurve“ genannt). Beim Segelflug wird abhängig von der aktuellen Flughöhe der Queranflug genutzt, um einen sicheren Endanflug zu gewährleisten.

## Endanflug (englischfinal)
Nach der letzten Kurve beginnt man einen kontinuierlichen Sinkflug aus 500 ft über Grund zum Aufsetzpunkt, den Endanflug. Dabei soll sich das Flugzeug (mit evtl. eingeschalteten Landescheinwerfern) stabilisiert und mit der richtigen Anflug- und Sinkgeschwindigkeit auf der Anfluggrundlinie (engl. Centerline), d. h. in der Verlängerung der Landebahn, befinden. Anflug- und Sinkgeschwindigkeit werden üblicherweise so aufeinander abgestimmt, dass der Sinkflug (z. B. 500 ft pro Minute bei 100 Knoten) bei Motorflugzeugen im Winkel von 3° zur Horizontalen durchgeführt wird. Einige Flugplätze verfügen über Anflughilfen wie PAPI, die dem Piloten optisch die Einhaltung des Anflugwinkels anzeigen. Im Anschluss an den Endanflug wird die Landung durchgeführt. Hier dienen die (Lande-)Klappen dazu, das Flugzeug so langsam wie möglich fliegen zu lassen: Durch das Ausfahren der Klappen wird der Auftrieb erhöht. Bei einigen Flugzeugen ist damit gleichzeitig ein Ausfahren der Vorflügel verbunden, welches zusätzlich das Flächenprofil verändert. Man setzt mit der geringstmöglichen, aber sicheren Geschwindigkeit auf. Diese kann witterungsbedingt variieren.
Beim Segelflug soll die letzte Kurve in einer Höhe von mind. 100 m über der aktuellen Platzhöhe beendet sein. Der Endanflug wird mit einer Sicherheitsreserve (Höhe und Geschwindigkeit) begonnen. Mit Hilfe der Störklappen, die beim Segelflugzeug keine Auftriebshilfen sind, (und evtl. Flugmanöver wie der Slip) ist eine sichere Landung am vorgesehenen Aufsetzpunkt immer möglich, weil dadurch gezielt die Sinkrate beeinflusst werden kann. Auf die geflogene Geschwindigkeit haben die Störklappen je nach Flugzeug keinen oder nur geringen Einfluss.

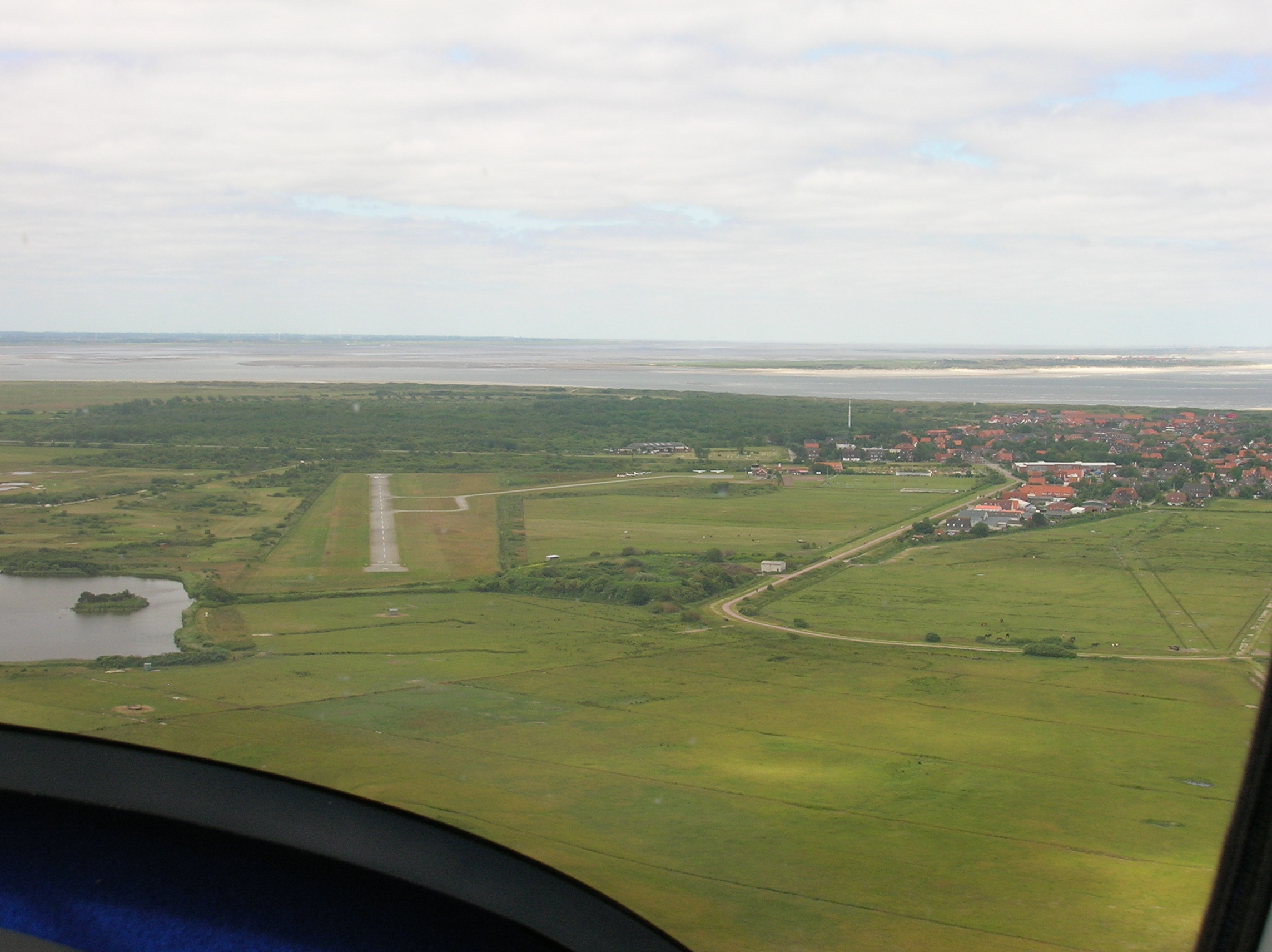
Endanflug auf den Flugplatz Langeoog

Während der Pilotenausbildung werden häufig mehrere Platzrunden als Training von Start und Landung hintereinander geflogen. Hierbei wird statt einer Abschlusslandung (engl. full-stop-landing) nach dem Aufsetzen erneut gestartet (englisch Touch-and-Go). Die Klappen bleiben hierbei je nach Flugzeugtyp zunächst entweder ausgefahren und werden später stufenweise mit zunehmender Fluggeschwindigkeit oder während des Rollens auf dem Boden eingefahren (siehe auch Strömungsabriss).
Eine weitere Anflugvariante ist der Tiefanflug (Low Approach), bei dem ein simulierter Landeanflug geflogen wird, ohne die Piste (zur Landung) zu berühren. Die letzte Landung nach einer Serie von Platzrundenflügen ist die Abschlusslandung (full-stop-landing).

## Platzrunde für Kampfflugzeuge
Die Sichtflugplatzrunde für militärische Hochleistungsflugzeuge weicht von der Standardplatzrunde ab. Sie ermöglicht es, beim Anflug auf einen Flugplatz möglichst lange eine höhere Geschwindigkeit beizubehalten. Vorteile dieses Verfahrens sind eine kürzere Anflugdauer, eine relativ kurze Zeitspanne mit geringer Fluggeschwindigkeit und der damit einhergehenden geringeren Manövrierfähigkeit sowie die Möglichkeit, eine Formation möglichst lange während eines Anflugs beizubehalten und so in relativ kurzen Abständen möglichst vielen Flugzeugen eine Landung zu ermöglichen.
Bei diesem als Overhead-Pattern bezeichneten Verfahren wird vom Meldepunkt für den Einflug in die Kontrollzone aus ein als Initial Point bezeichneter Punkt angeflogen, der sich im Normalfall 5 nautische Meilen vom Aufsetzpunkt entfernt in Verlängerung der in Betrieb befindlichen Landebahn befindet. Das Verfahren ist üblicherweise veröffentlicht.
Standardmäßig erfolgt der Anflug in 1500 Fuß über Grund. Die Anfluggeschwindigkeit ist abhängig vom Flugzeugtyp. Das Flughandbuch für den F-104 Starfighter sieht beispielsweise 325 Knoten, das für die F-4 Phantom 300 Knoten vor:7. Die in der Anfangsschulung inzwischen eingesetzten Turboprop-Trainer fliegen entsprechend langsamer an, z. B. die Beechcraft T-6 mit 200 Knoten.:Figure 6-1
Vom Initial Point aus wird die Landebahn angeflogen. Dieser Teil der Platzrunde wird als Initial bezeichnet. Über der Landebahn wird eine Kurve eingeleitet, die als Break bezeichnet wird. Sofern die örtlichen Verfahren keine andere Richtung vorschreiben, wird diese Kurve nach links geflogen. Der Break ist eine 180° Kurve vom Initial auf das Downwind, den Gegenanflug, die mit einer Querneigung von 60° geflogen wird. In dieser Kurve wird die Geschwindigkeit soweit abgebaut, so dass nach dem Ausrollen auf dem Gegenanflug das Fahrwerk und die Landeklappen gefahren werden können. Ist das Flugzeug in der Landekonfiguration stabilisiert, wird die Landecheckliste abgearbeitet.:6-4 – 6-6
Wenn im Gegenanflug der Aufsetzpunkt 45° hinter dem Flugzeug liegt, wird die Kurve zum Final, dem Endanflug eingeleitet. Auch diese Kurve ist eine kontinuierliche 180° Kurve. Ein Ausrollen zum  Queranflug entfällt. Zugleich wird die Kurve in einem konstanten Sinkflug geflogen. Am Ende sollte das Flugzeug eine Meile vor dem Aufsetzpunkt in rund 300 Fuß über Grund stabilisiert auf dem Endanflug ausgerollt sein und aus dieser Position sicher landen können.:6-6 – 6-15
Sofern aus einem Anflug nicht gelandet werden kann, wird durchgestartet (englisch go around), worauf bei entsprechender Freigabe ein sogenanntes Closed Pattern folgen kann. Bei diesem wird über der Startbahn beschleunigt und am Ende der Startbahn ein steiler Steigflug mit einer 180° Kurve geflogen. Dabei soll die Flughöhe 1000 Fuß über Grund nicht überschritten werden, um eine Staffelung zum Verkehr auf dem Initial sicherzustellen. Im Gegenanflug angekommen wird erneut die Landekonfiguration für einen weiteren Landeanflug eingenommen.:13, 14
Beim Overhead Pattern kann ein Platz auch im Formationsflug angeflogen werden. In dem Fall wird die Formation über der Landebahn aufgelöst, indem auf ein Handzeichen des Formationsführers hin in einem Intervall von üblicherweise  3 – 5 Sekunden ein Flugzeug nach dem anderen den Break einleitet. Der Abstand zwischen den einzelnen Flugzeugen soll im Anflug und später auf der Landebahn 3000 Fuß nicht unterschreiten.